# Gelbrand-Grünkäfer

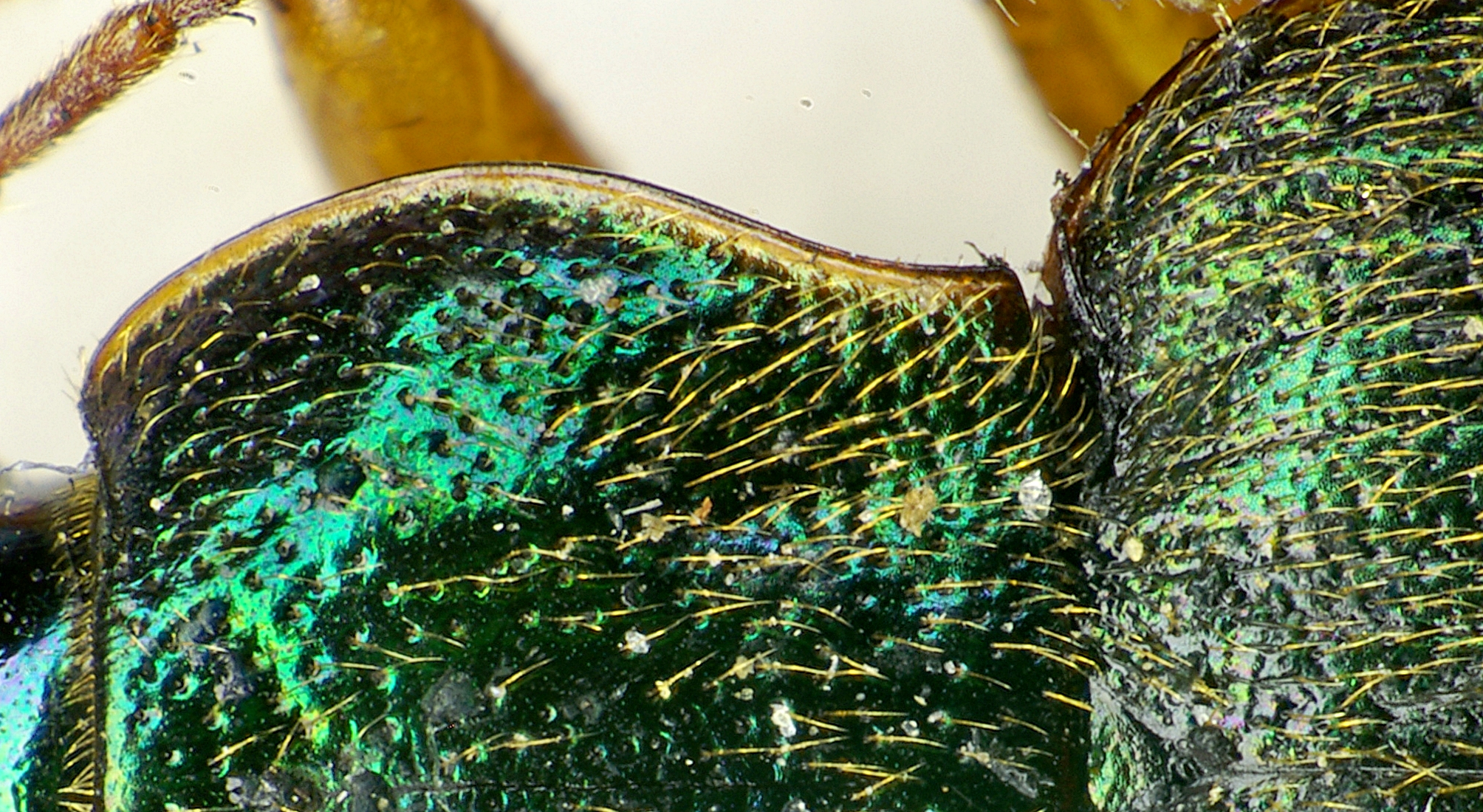
Abb. 1: Halsschild, rechte Hälfte, Kopf links

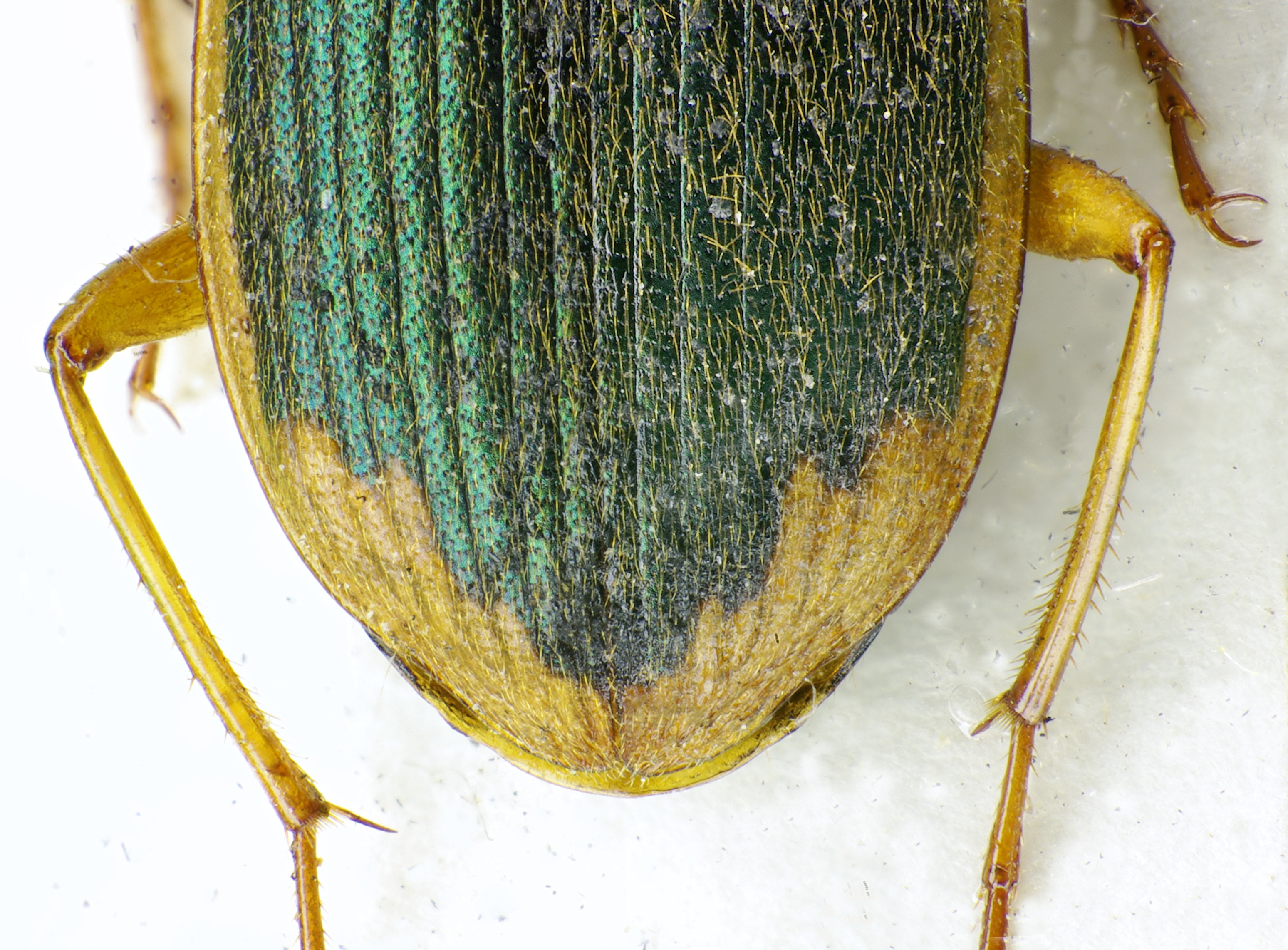
Abb. 2: Färbung am Ende der Flügeldecken

Der Gelbrand-Grünkäfer oder Gelbrand-Samtläufer (Chlaeniellus vestitus) ist ein Käfer aus der Familie der Laufkäfer. Er wurde früher der Unterfamilie Chlaeniinae zugeordnet, die heute nicht mehr als eigenständig gilt.
Der Gattungsname Chlaeniellus ist die Verkleinerungsform von Chlaenius, was von altgr. χλαῖνα chlāīna „Mantel“ abgeleitet ist. Er nimmt auf die dichte Behaarung Bezug, die die meisten Arten der Gattungen Chlaenius und Chlaeniellus besitzen. Chlaeniellus wurde früher als Untergattung von Chlaenius geführt. Der Artname vestitus (lat. vestītus, a, um) bedeutet „bekleidet“.
Der deutsche Name Gelbrand-Grünkäfer spielt auf den gelben Rand an. Er ist jedoch missverständlich, denn Chlaeniellus vestitus gehört zu einer Gruppe sehr ähnlicher Grünkäfer mit gelb gerandeten grünen Flügeldecken und ähnelt insbesondere den Arten Chlaenius spoliatus, Chlaenius festivus und Chlaenius velutinus, die wie er alle feuchtigkeitsliebend sind und häufig mit Chlaeniellus vestitus vergesellschaftet auftreten.

## Merkmale des Käfers
Der Käfer ist mit knapp neun bis elf Millimeter Länge deutlich kleiner als die oben erwähnten ähnlichen Arten. Außerdem unterscheidet er sich von diesen dadurch, dass der Seitenrand des Halsschildes gelb gefärbt ist (Abb. 1) und der gelbe Seitenrand der Flügeldecken hinten nicht nur breiter wird, sondern stufen- bis zackenförmig verbreitert ist (Abb. 2).
Kopf, Halsschild und Flügeldecken sind grün bis kupferfarben, Fühler und Beine gelb.
Die Mundwerkzeuge zeigen nach vorn, die Endglieder der Kiefer- und Lippentaster sind spindelförmig und vorn abgestutzt. 
Die elfgliedrigen Fühler sind fadenförmig und erst ab dem vierten Glied dichter behaart (pubeszent) und deswegen dort matter erscheinend.
Der seitlich gerandete, herzförmige Halsschild ist zur Basis hin deutlich verengt. Er ist deutlicher punktiert als Kopf und Flügeldecken (Abb. 1). Sein Seitenrand ist dünn gelb begrenzt.
Die grünen Flügeldecken sind dichter behaart als der Halsschild und matter als dieser (Abb. 1). Sie verbreitern sich bis zum letzten Drittel und enden gemeinsam abgerundet. Ab der Stelle, wo sich die Flügeldecken nach hinten verengen, ist der gelbe Streifen am Außenrand deutlich verbreitert und setzt sich zackig gegen das Grün der Flügeldecke ab. Die Flügeldecken sind durch Punktreihen gestreift, auf die kurze Reihe neben dem Schildchen (Scutellarstreif) folgen acht bis neun weitere Punktreihen. Die Intervalle zwischen den Punktreihen sind alle gleich stark gewölbt und fein punktiert. Der Seitenrand der Flügeldecken ist vorn deutlich, nach hinten auslaufend untergeschlagen.
Die Beine sind typische Laufbeine und ermöglichen eine flinke Fortbewegung. Die Tarsen sind fünfgliedrig. Bei den Männchen sind die hinteren drei Tarsenglieder an den Vorderbeinen viereckig erweitert.

## Biologie
Das Vorkommen der Käfer ist an feuchte Orte gebunden, aber sonst werden keine Ansprüche an das Biotop gestellt (eurytop). Er kommt an sandigen bis schlammigen Ufern stehender oder fließender Gewässer vor, in feuchten Wiesen oder Sümpfen oder in Sandgruben.
Die Art überwintert als Imago und pflanzt sich im Frühjahr fort. Die Eier werden in Wassernähe abgesetzt, meist unter Steinen oder Holzstücken in den oberen feuchten Bodenschichten. Der Lebenszyklus ist einjährig.
Käfer und Larve leben räuberisch. Die Beute besteht aus kleinen Tieren, die in Wassernähe leben (Würmer, Schnecken, Insekten und Insektenlarven).

## Verbreitung
Die Art ist in der westlichen Paläarktis von Nordafrika über ganz Mitteleuropa bis ins südliche Nordeuropa vertreten, sie fehlt in Norwegen, Finnland und Nordirland. In Mitteleuropa kommt der Käfer von der Ebene bis etwa in 600 Meter Höhe nicht selten vor.